# Yamaha Corporation
La Yamaha Corporation (ヤマハ株式会社?, Yamaha Kabushiki Gaisha) è una compagnia giapponese con una vasta produzione di prodotti e servizi, per la maggior parte strumenti musicali e motociclette.

## Storia
Fu fondata nel 1887 a Hamamatsu, prefettura di Shizuoka, come Nippon Gakki Company, Limited (日本楽器製造株式会社?, Nippon Gakki Seizō Kabushiki Gaisha) da Torakusu Yamaha, un costruttore di pianoforti e organi a canne, e costituita il 12 ottobre 1897. L'origine della società come produttrice di strumenti musicali è ancora percepibile dal logo dell'azienda, un trio di diapason incrociati.
Nel 1955 ha iniziato a diversificare la produzione, indirizzandosi anche a quella dei motocicli e dei motori, fondando una divisione autonoma, la Yamaha Motor, della quale, al 31 dicembre 2006, possedeva il 22,7% del capitale sociale.
Nell'ottobre del 1987, in occasione del 100º anniversario dell'azienda, il nome è stato cambiato in Yamaha Corporation. Nel 1989 Yamaha ha presentato al mondo il primo masterizzatore CD. Da allora, ha acquistato l'azienda statunitense Sequential Circuits (produttrice di sintetizzatori) nello stesso anno, e nel 2004 la tedesca Steinberg (produttrice di software per audio musicali).

## Prodotti
Yamaha è cresciuta fino a diventare il più grande costruttore mondiale di strumenti musicali (pianoforti e tastiere, strumenti ad arco, chitarre e bassi, strumenti a fiato, batterie, percussioni orchestrali e per marching band) e motociclette, oltre ad essersi specializzata nella produzione di semiconduttori, prodotti hi-fi e audio/video, elettrodomestici e mobili, metalli speciali, macchine utensili e robot industriali.
Yamaha è stata una delle pioniere nel settore delle eBike. È entrata nel mercato già nel 1993, in Giappone, lanciando la prima bicicletta elettrica a pedalata assistita. 
Nel 2017 ha introdotto la commercializzazione di un nuovo strumento musicale chiamato venova.
Yamaha Corporation è molto conosciuta per il suo programma di insegnamento musicale, che ha avuto inizio nel 1954.